# Wilhelm Aloys Bos
Wilhelm Aloisius (Aloys) Bos (Recklinghausen, 25 april 1904 – na januari 1981) was een nationaalsocialistisch oorlogsmisdadiger. Hij werd geboren uit Nederlandse ouders in de Duitse stad Recklinghausen.
In 1932 vestigde Bos zich als politiek vluchteling in Nederland omdat hij een Duitse communist zou zijn. Tijdens de Tweede Wereldoorlog was hij werkzaam als wachtmeester van de Arbeits Kontrole Dienst (AKD) in Emmen en belast met de opsporing van mannen die zich onttrokken hadden aan de Arbeitseinsatz. Hij had de Drentse bijnaam "Duutse Bos". Door zijn toedoen werden honderden mannen gearresteerd van wie velen in Duitse concentratiekampen terecht kwamen, waaruit zij nooit terugkeerden. Ook was Bos bewaker van het Kamp Erica bij Ommen. Na de bevrijding werd Bos medio mei 1945 gearresteerd en opgesloten in een NSB-kamp in Bourtange, maar wist kort daarna te ontsnappen naar Duitsland.
Voor zijn misdaden tijdens de Tweede Wereldoorlog werd hij op 8 maart 1949 bij verstek tot de doodstraf veroordeeld. In juli 1978 werd hij door de journalist Tjalling Erkelens van de Winschoter Courant ontdekt in het Duitse stadje Hattingen. Dit leidde ertoe dat de journalist en een gezin dat hem getipt zou hebben over de verblijfplaats van Bos werden bedreigd door Duitse nazi-sympathisanten. Ook bleek in 1978 dat Bos al negen jaar een AOW-uitkering uit Nederland had ontvangen. Ook bleek uit het antwoord van minister van Justitie Job de Ruiter op Kamervragen van Ineke Haas-Berger dat toenmalig minister van Justitie Dries van Agt al sinds 1976 op de hoogte was van de lopende AOW-uitkering van Bos.
Toen uitlevering naar Nederland niet mogelijk bleek, besloot de Duitse justitie in december 1980 om Bos te vervolgen wegens betrokkenheid bij de moord op de in Drenthe tijdens de Tweede Wereldoorlog ondergedoken Rotterdamse politieagent A. Beens. Echter in januari 1981 bleek al dat hij niet vervolgd zou worden omdat hij zou hebben aangetoond dat hij ernstig ziek was.